# Mojkovac (stacja kolejowa)
Mojkovac (czarn. Жељезничка станиц Мојковац, Željeznička stanica Mojkovac) – stacja kolejowa w Mojkovacu, w gminie Mojkovac, w Czarnogórze.
Stacja znajduje się na ważnej magistrali Belgrad – Bar, w pobliżu rzeki Tara, w południowej części miasta.

## Linie kolejowe
- Linia Belgrad – Bar